# Saint-Agnet
Saint-Agnet ist eine französische Gemeinde mit 181 Einwohnern (Stand: 1. Januar 2022) im Département Landes in der Region Nouvelle-Aquitaine. Sie gehört zum Kanton Adour Armagnac und zum Arrondissement Mont-de-Marsan.
Sie grenzt im Nordwesten an Latrille, im Norden an Ségos, im Osten an Projan, im Süden an Sarron, im Südwesten an Garlin (Berührungspunkt) und eine Enklave von Sarron und im Südwesten an Miramont-Sensacq. Das Gemeindegebiet wird vom Fluss Broussau durchquert, der hier zu einem See aufgestaut wird.

## Bevölkerungsentwicklung
| Jahr      | 1962 | 1968 | 1975 | 1982 | 1990 | 1999 | 2008 | 2017 |
| --------- | ---- | ---- | ---- | ---- | ---- | ---- | ---- | ---- |
| Einwohner | 190  | 177  | 173  | 181  | 190  | 188  | 190  | 188  |

## Sehenswürdigkeiten

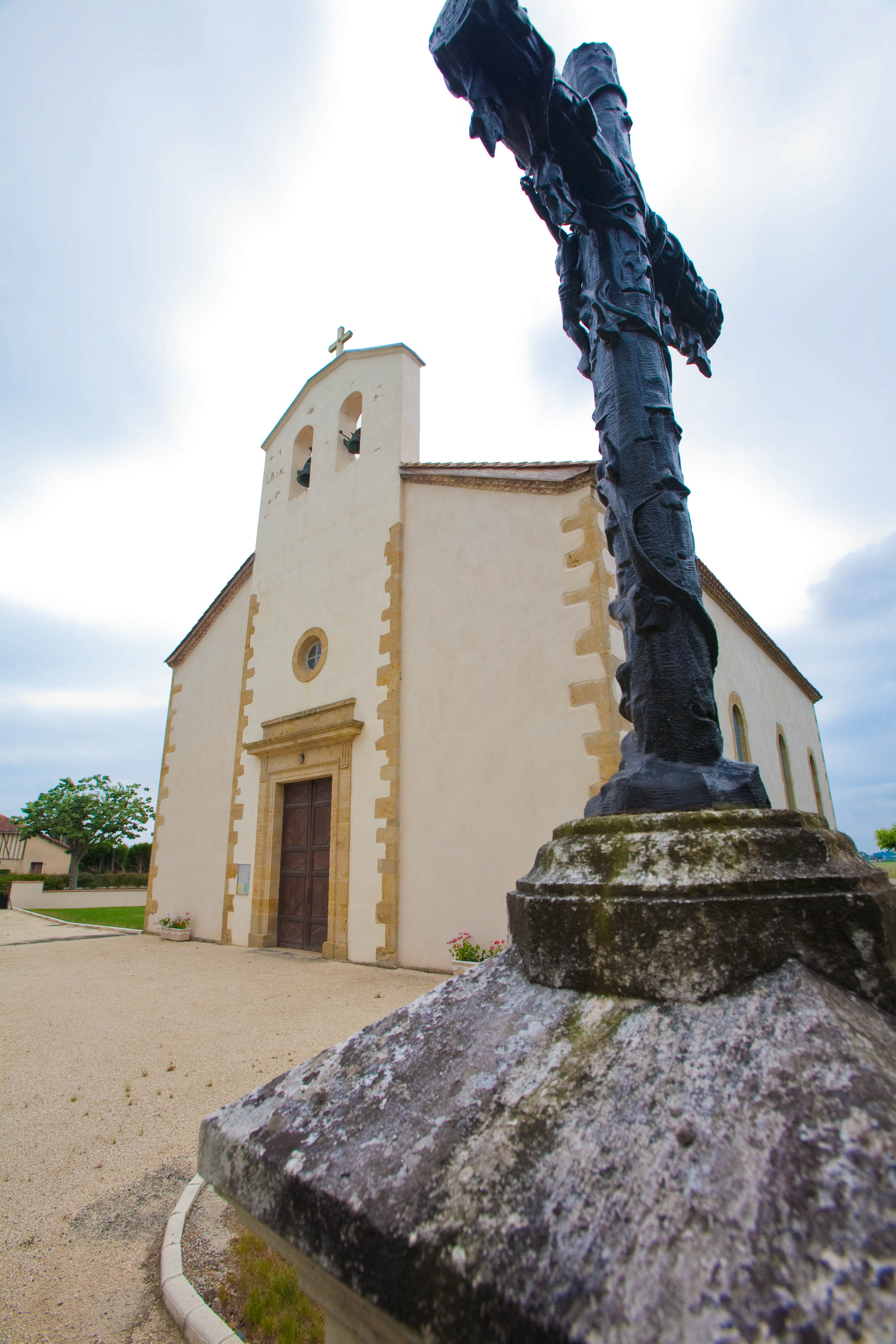
Kapelle Sainte-Anne

- Kapelle Sainte-Anne